# Isaac van Ostade

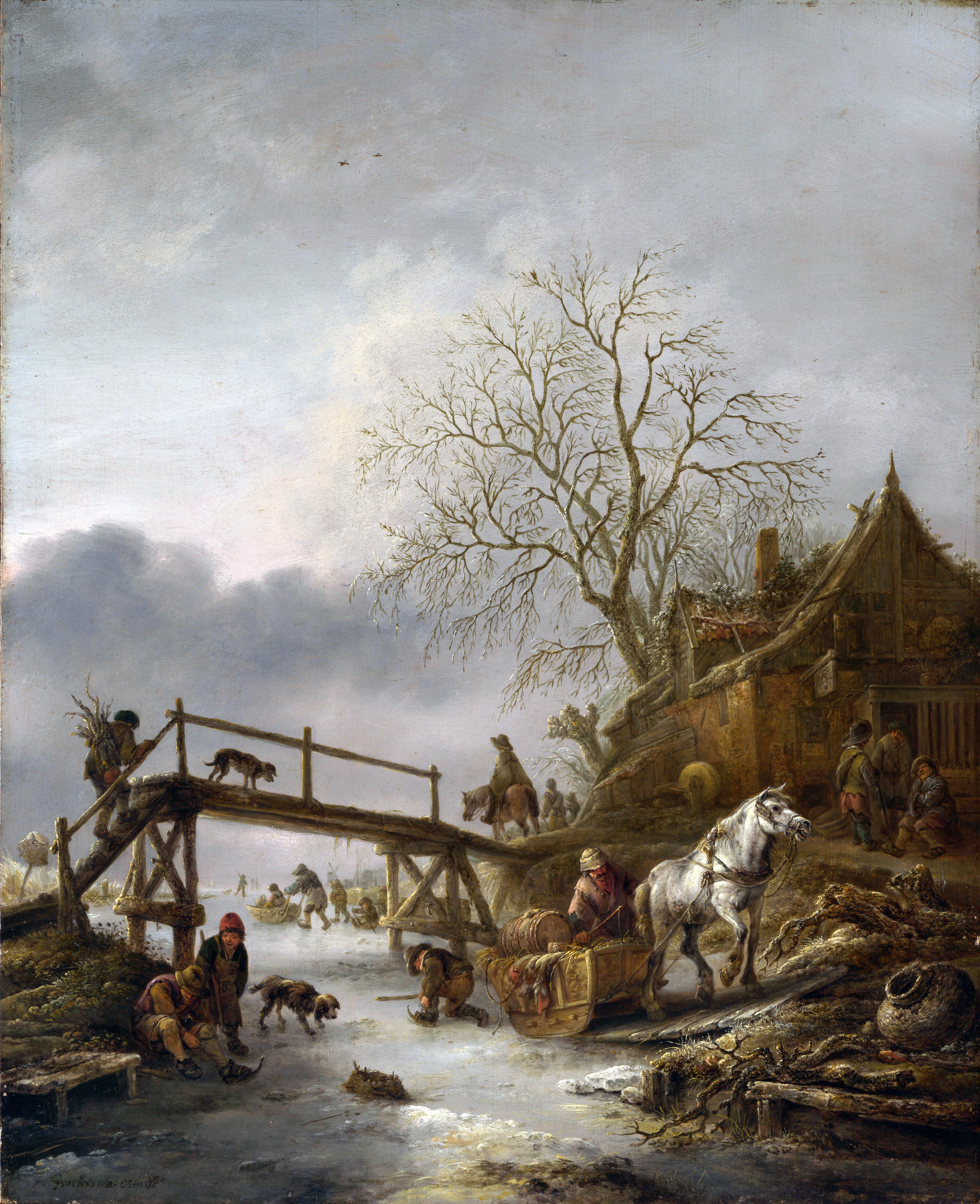
Vendégfogadó egy befagyott folyónál (1645)

Isaac van Ostade (Haarlem, 1621. június 2. – Haarlem, 1649. október 16.) holland festő, Adriaen van Ostade öccse.

## Élete
Jan Hendricx Ostade takács fiaként született. A "van Ostade" nevet később vette fel bátyjával együtt, s mindketten Frans Hals tanítványai voltak, életük túlnyomó részét szülővárosukban töltötték. Bár fiatalon halt meg, mégis mintegy 100 képet hagyott hátra. Bátyjának is volt tanítványa és főleg az ő szabad ég alatt végbemenő falusi jeleneteit fejlesztette tovább.